# Łąka (powiat nyski)
Łąka (niem. Wiesau) – wieś w Polsce położona w województwie opolskim, w powiecie nyskim, w gminie Otmuchów.
W latach 1975–1998 miejscowość należała administracyjnie do województwa opolskiego. W roku 1945 miejscowość była siedzibą gminy Łąka. W latach 1954–1972 wieś należała do gromady Kałków, od 1973 r. w gminie Kałków, po jej zniesieniu w 1975 r. należy do gminy Otmuchów

## Opis
W miejscowości od 1945 roku istnieje jednostka OSP, która jest od 2007 r. włączona do KSRG, klub sportowy LZS, działa KGW. We wsi znajduje się: świetlica wiejska, sklep, cmentarz parafialny i niewielkie przedsiębiorstwa prywatne. Miejscowość jest siedzibą rzymskokatolickiej Parafii św. Katarzyny Aleksandryjskiej.
W pobliżu miejscowości znajdowała się stacja kolejowa Kałków Łąka, obecnie linia kolejowa jest zamknięta i zdemontowana, a stacja używana jako budynek mieszkalny.

## Położenie
Wieś oddalona jest o 10 km od Otmuchowa i 18 km od Nysy, a przez granicę państwową sąsiaduje z czeską Widnawą.

## Historia
Miejscowość wzmiankowana w 1291 r. w Liber fundationis. W tym roku potwierdzony jest również kościół św. Katarzyny Aleksandryjskiej, który po przebudowach nadal znajduje się w miejscowości. Istnienie parafii potwierdzone w 1305 roku, po Reformacji została filią Vidnavy. Parafią staje się z powrotem w 1780 roku. W 1933 wieś zamieszkiwało 451 mieszkańców, natomiast w roku 1939 - 656.

## Zabytki
Do wojewódzkiego rejestru zabytków wpisane są:
- kościół parafialny pw. św. Katarzyny, Aleksandryjskiej zbudowany w drugiej połowie XIII w., częściowo przebudowany w 1561 r., gruntownie w 1778 r., barokowy, z wczesnogotyckim zrębem murów, murowany, orientowany. Wystrój wnętrza z XVIII i XIX w.
- plebania, z XVIII/XIX w.
- zagroda nr 5, z XIX w.:
  - dom
  - spichrz
  - ogrodzenie z bramą
- zagroda nr 6, XIX w.:
  - dom
  - spichrz
  - ogrodzenie z bramą
- zagroda nr 16, z XIX w.:
  - dwa budynki mieszkalno-gospodarcze.